# Шмидт, Вальтер Эдуардович
Шмидт Вальтер Эдуардович (23 марта 1890, Псков — 10 апреля 1958, Красноярск) — российский и советский учёный в области лесоводства. Доктор сельскохозяйственных наук, профессор.

## Биография
Родился в семье торговца скотом Эдуарда Шмидта и его жены Иоганны Рабе. В семье была сестра Елизавета, 1884 года рождения, и брат Курт, 1892. В 1893 Эдуард Шмидт умер от натуральной оспы.
В 1910 Вальтер окончил Реальное училище. В 1910—1914 годах учился в Новоалександрийском институте сельского хозяйства и лесоводства, на территории современной Польши. Неоднократно прерывал учебу в связи с невозможностью платить за обучение.
С июня 1914 по ноябрь 1915 — таксатор Псковского крестьянского поземельного банка.
15 ноября 1915 — 3 ноября 1916 — заведующий Волочанским лесохозяйственным районом Харьковской губернии.
Не подлежал призыву как старший сын в семье. Родной брат Вальтера Шмидта, Курт Шмидт участвовал в боевых действиях, был отравлен газами и умер в 1922 году от скоротечной чахотки.
Сосланный в Карелию как этнический немец, трудился в Лоянской низшей лесной школе в Олонецкой губернии — с 20 ноября 1916 по 18 января 1918
С 03 марта 1918 по 22 апреля 1922 — преподаватель Чернолесской школы в Великом Анадоле на современной Украине.

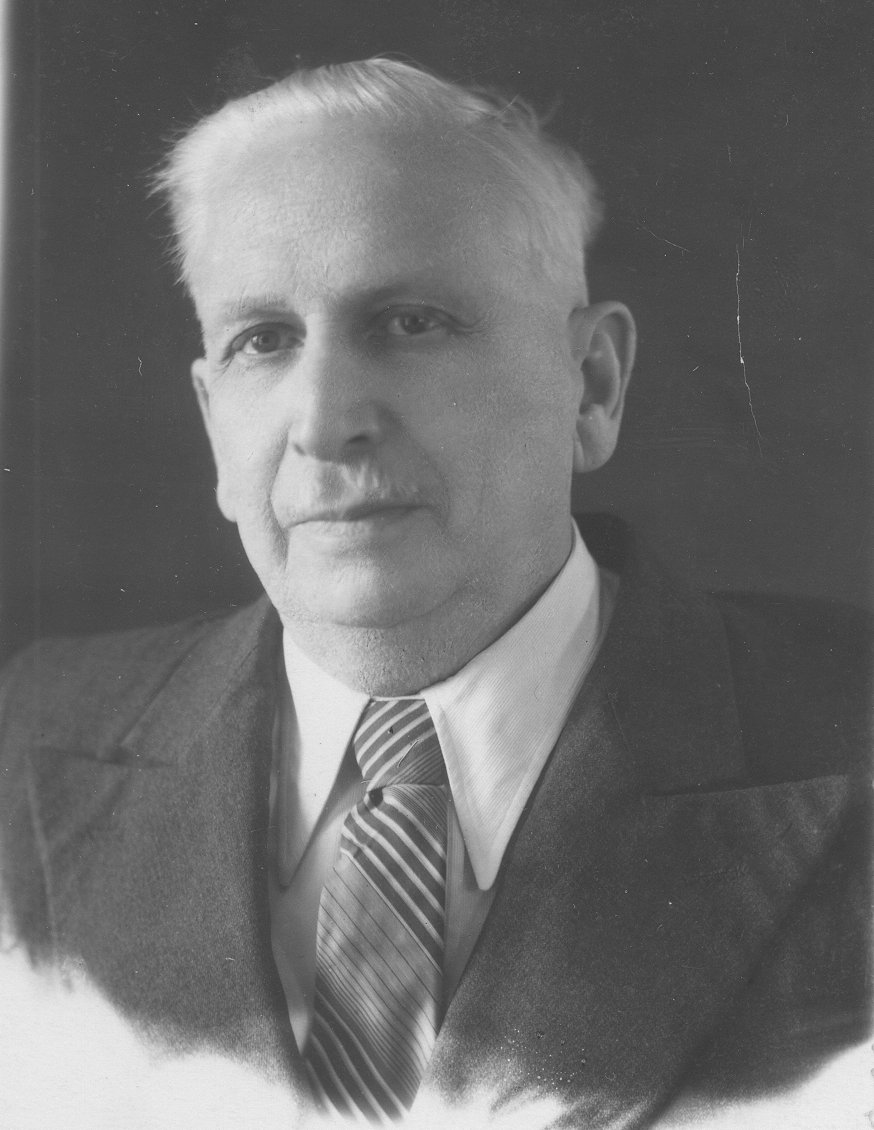
Шмидт В.Э., 1953

08 мая 1922 −24 октября 1923 — Губинспектор лесов и заведующий лесокультурным отделом Псковского Губернского лесного отдела
15 ноября 1923-25 апреля 1925 — Заведующий лесным техникумом и Чернолесским лесничеством
25 апреля 1925- 10 ноября 1928 — Заведующий Научно-исследовательской партией Всеукраинского Управления Лесами.
В 1927 году окончил Харьковский сельскохозяйственный институт им В. В. Докучаева.
3 ноября 1928 — 14 февраля 1934 — Директор Ленкоранской лесной опытной станции, созданной Н. И. Вавиловым. 15 февраля 1934 — 02 октября 1935 — заместитель директора Ленкоранской лесной опытной станции.
07 октября 1935 — 21 августа 1941 — профессор Киевского лесохозяйственного института по должности.
Звание профессора присвоено решением ВАК 11 октября 1939 года.
В 1938—1941 — по совместительству Директор Ботанического сада АН УССР.
21 августа 1941 — 10 сентября 1941 ехал в эшелоне, вывозившем имущество эвакуированного Лесотехнического института.
01 октября 1941 — 22 июня 1942 — профессор и зав кафедрой лесных культур Воронежского лесохозяйственного института.
26 августа 1942 — 1 мая 1956 — спецпоселенец как этнический немец.
01 сентября 1942 — 10 мая 1946 — разнорабочий, агроном, главный агроном Тарского совхоза в городе Таре, административном центре Тарского района Омской области.
В 1943 и 1944 — преподаватель растениеводства в Тарском филиале Омского колхозного сельскохозяйственного техникума.
15 мая 1946 — 10 апреля 1948 — заведующий кафедрой ботаники и дендрологии в Сибирском лесотехническом институте (позже — Сибирский технологический институт, ныне Сибирский государственный технологический университет).
10 апреля 1948 — 11 апреля 1958 — заведующий кафедрой лесных культур.
11 апреля 1958 — исключен из списков института в связи со смертью

## Научные интересы

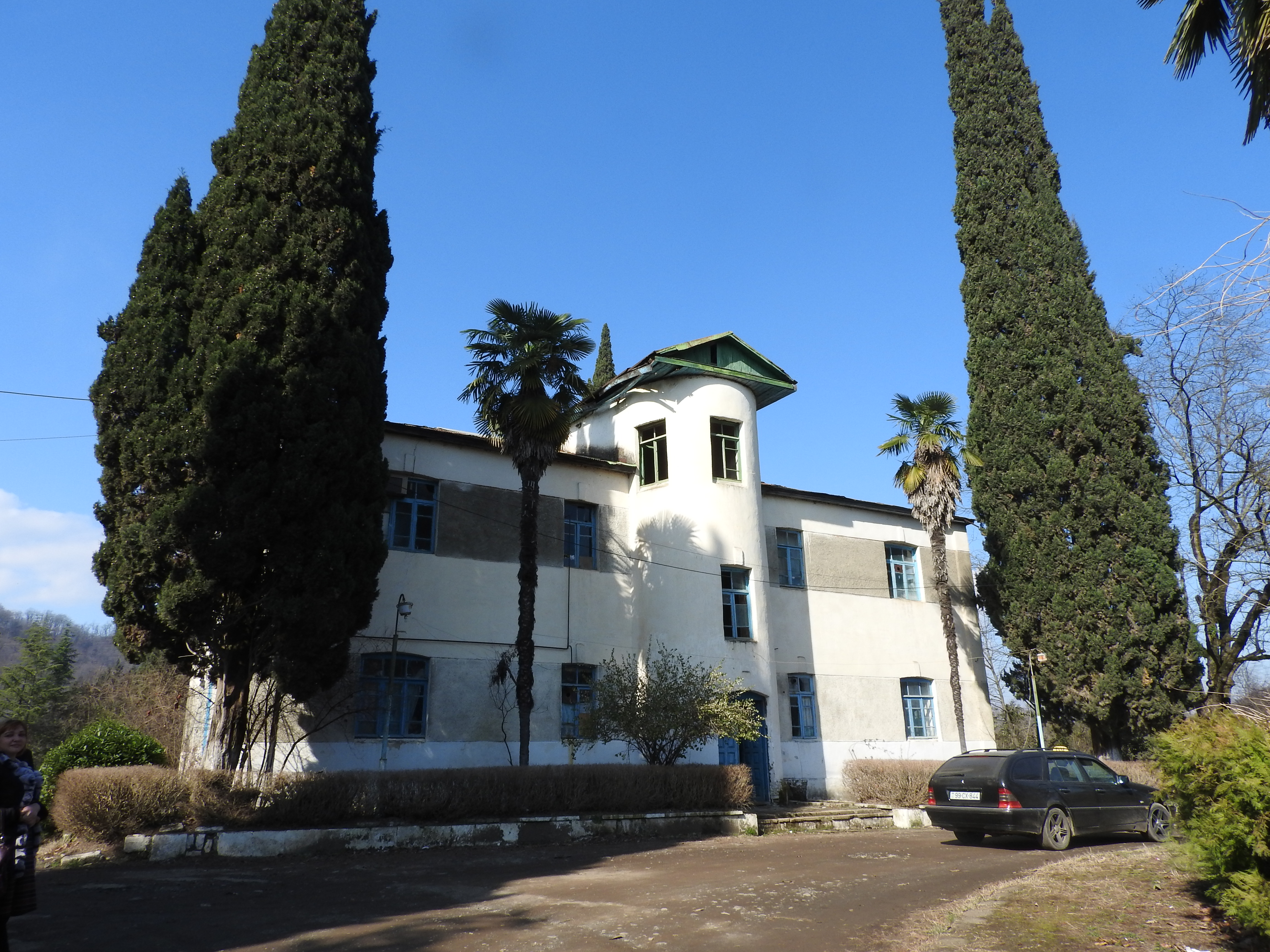
«Современное состояние Лесной станции в Ленкорани, построенной В.Э.Шмидтом в 1929-1930 годах. Фото сделано внуком В.Е. Шмидта, А.М. Буровским, в 2016 году»

Автор и соавтор более 400 статей, книг и учебных пособий в области лесного дела, лесных культур, таксации. В этих работах В. Э. Шмидт разработал комплекс вопросов, связанных со способами предпосадочной обработки, методами создания лесных культур и агротехническими мероприятиями по уходу за ними, а также тщательно описал биологию сорняков и впервые научно обосновал особенности борьбы с ними на лесокультурных площадях. Научные разработки В. Э. Шмидта использованы профессорами В. В. Огиевским и А. Р. Родиным при написании учебников по лесному делу.
Основал Лесную опытную станцию в Ленкорани (современный Азербайджан). После ряда переименований это Ленкоранский филиал чая и цитрусовых культур Азербайджанского научно-исследовательского института многолетних насаждений.
В. Э. Шмидт заложил основы чаеводства в Азербайджане, применяя метод притенения растений в первые годы жизни саженцев, разработанный в Великоанадольском лесничестве. Начал эксперименты с гибридизацией цитрусовых.

## Библиография

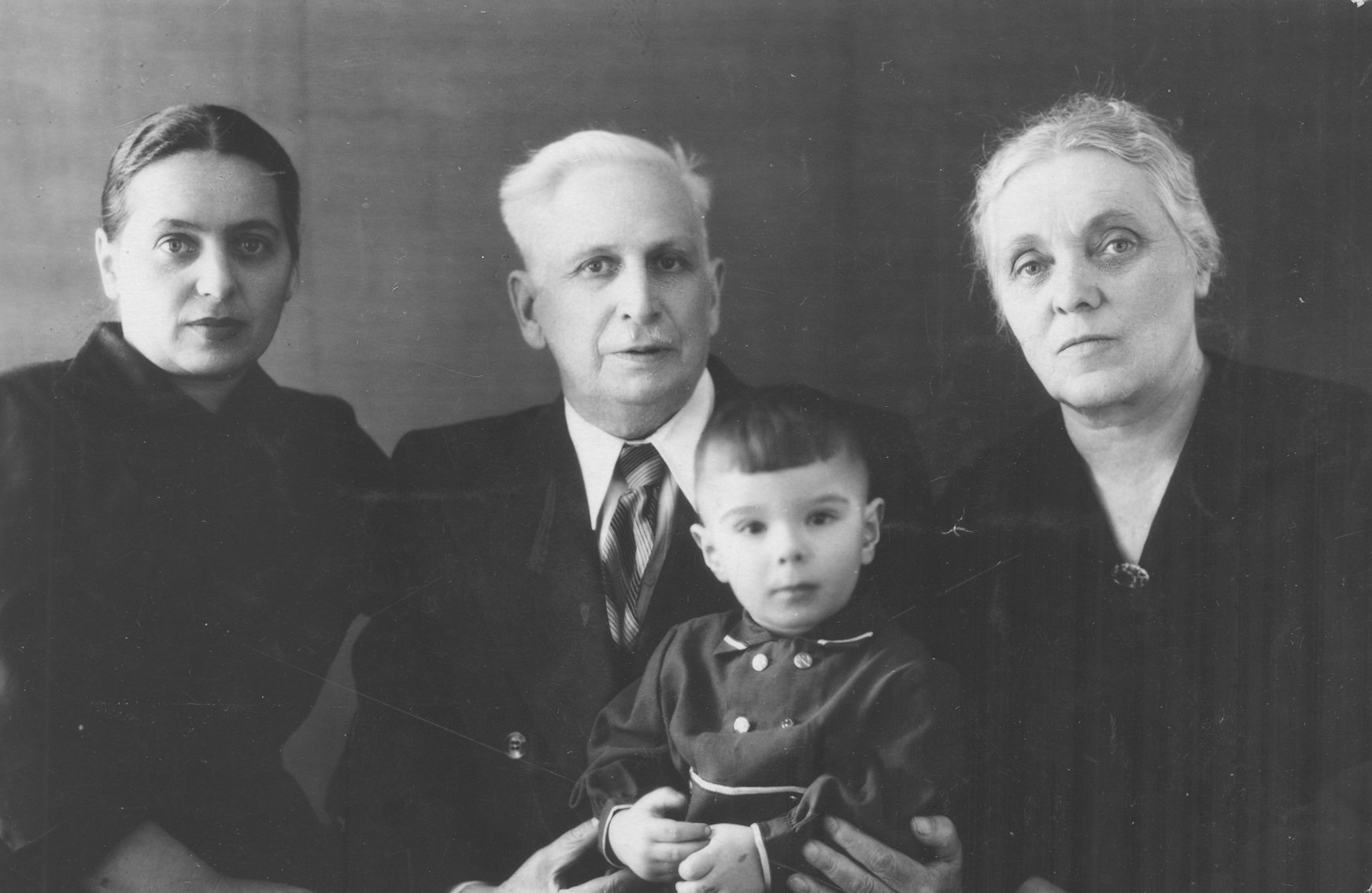
Шмидт с семьёй 1958

## Личная жизнь
Жена Сидорова Вера Васильевна (1900—1967), племянница известного энтомолога Павла Николаевича Спесивцева (1866—1938).
Сын Марк Вальтерович Шмидт (1922—1943) умер от чахотки в Нижнетагильском эвакогоспитале
Дочь Елена Вальтеровна Шмидт в замужестве Буровская (1924—2012), зав лабораторией Лесовосстановления в СИБНИИЛП, старший преподаватель кафедры лесных культур Сибирского государственного технологического университета.
Внук Андрей Михайлович Буровский (род. в 1955) — археолог, культоролог, доктор философских наук, писатель
Правнуки Евгений Андреевич Буровский (р.1978), доцент московского института электроники и математики им. А. Н. Тихонова
Павел Андреевич Буровский (р. 1982), сотрудник фирмы Майкрософт, Лондон.

## Основные работы
Шмидт, В.Э. Лесные культуры в главнейших типах леса: руководство для инженеров и техников лесного хозяйства. – М.: 1948 Шмидт В.Э. Агротехника выращивания лесных культур. – М.: Гослесбумиздат, 1958

## Семья

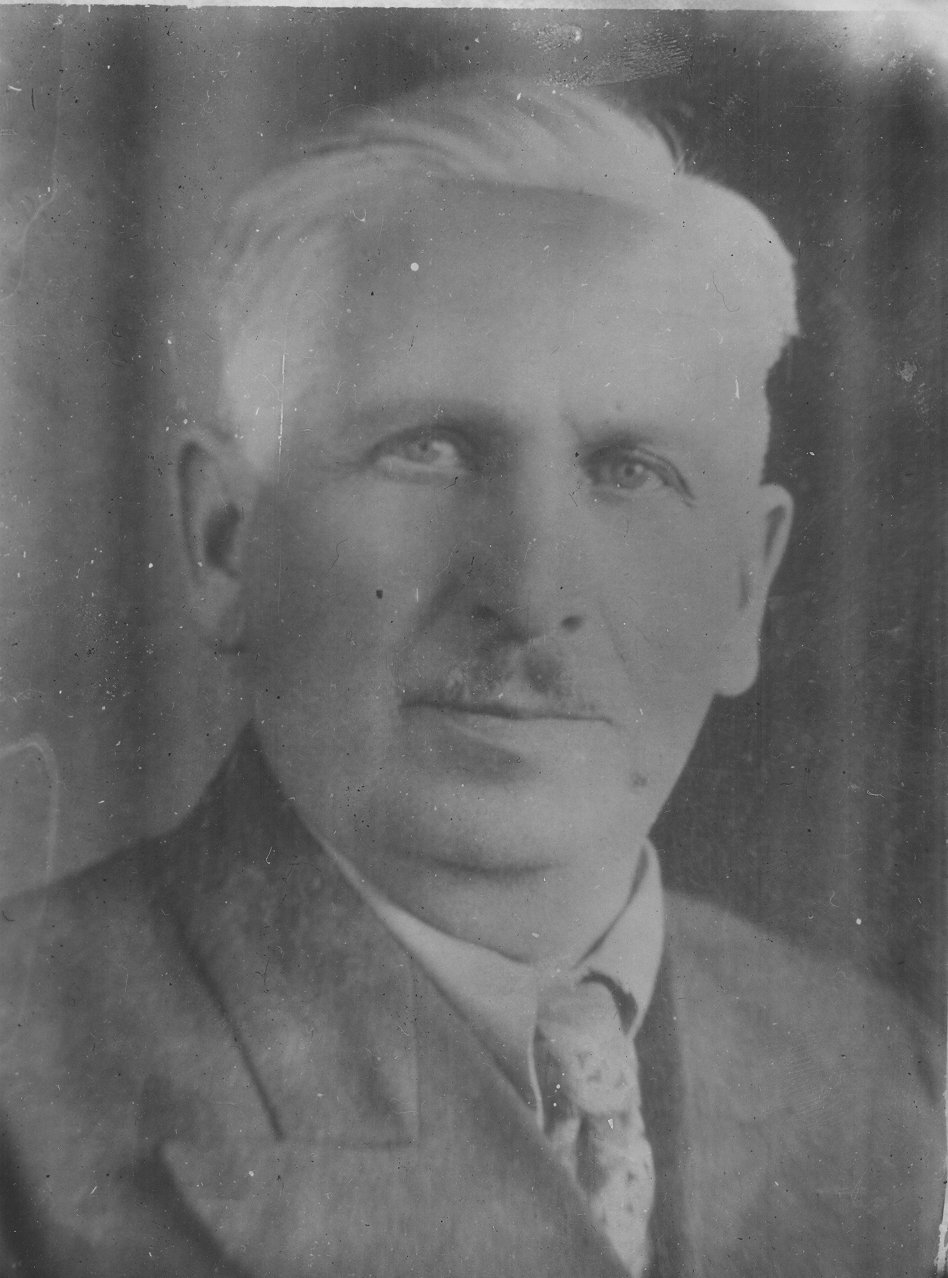
Шмидт В.Э., 1951

Женат на Сидоровой Вере Васильевне (1900-1967), племяннице известного энтомолога Павла Николаевича Спесивцева (1866-1938).